# Galactophora
Galactophora là chi thực vật có hoa trong họ Apocynaceae.